# Lee Jung-soo
Lee Jung-Soo (Gimhae, Corea del Sud, el 8 de gener del 1980), és un futbolista professional sud-coreà ja retirat. Jung-Soo,  jugà per la selecció de Corea del Sud des del 2008.